# Municipio de Canton (Illinois)
El municipio de Canton (en inglés: Canton Township) es un municipio ubicado en el condado de Fulton en el estado estadounidense de Illinois. En el año 2010 tenía una población de 15703 habitantes y una densidad poblacional de 170,13 personas por km².

## Geografía
El municipio de Canton se encuentra ubicado en las coordenadas 40°34′52″N 90°2′49″O / 40.58111, -90.04694. Según la Oficina del Censo de los Estados Unidos, el municipio tiene una superficie total de 92.3 km², de la cual 89.97 km² corresponden a tierra firme y (2.53%) 2.33 km² es agua.

## Demografía
Según el censo de 2010, había 15703 personas residiendo en el municipio de Canton. La densidad de población era de 170,13 hab./km². De los 15703 habitantes, el municipio de Canton estaba compuesto por el 86.88% blancos, el 7.72% eran afroamericanos, el 0.5% eran amerindios, el 0.48% eran asiáticos, el 0.01% eran isleños del Pacífico, el 3.46% eran de otras razas y el 0.95% pertenecían a dos o más razas. Del total de la población el 4.24% eran hispanos o latinos de cualquier raza.